# John Shoven
John Brayton Shoven (* 24. Mai 1947) ist ein US-amerikanischer Wirtschaftswissenschaftler und Hochschullehrer, der sich insbesondere mit Themen wie Corporate Finance, Soziale Sicherheit und Altersvorsorge befasste.

## Leben
John Brayton Shoven begann nach dem Schulbesuch ein Physikstudium an der University of California, San Diego, das er 1969 mit einem Bachelor of Arts (BA Physics) abschloss. Ein darauf folgendes postgraduales Studium der Wirtschaftswissenschaften an der Yale University beendete er 1973 mit einem Doctor of Philosophy (Ph.D. Economics) und nach daraufhin den Rufe auf eine Professur für Wirtschaftswissenschaften an der Stanford University auf. Er war daneben von 1975 bis 1988 Berater des US-Finanzministeriums sowie von 1982 bis 1983 Gastwissenschaftler beim Internationalen Währungsfonds (IWF). 1993 wurde er Dekan der Fakultät für Geistes- und Naturwissenschaften der Stanford University und bekleidete diese Funktion bis 1998. 1995 wurde er Mitglied der American Academy of Arts and Sciences.
Shoven befasste sich insbesondere mit Themen wie Corporate Finance, Soziale Sicherheit und Altersvorsorge. Er engagierte sich zudem als Wissenschaftler und Fellow für die National Science Foundation, das National Bureau of Economic Research, die Hoover Institution sowie die Econometric Society. Darüber hinaus war er Vorstandsmitglied der Unternehmensberatungen Watson Wyatt, Exponent, des Softwareherstellers Cadence Design Systems sowie von American Century Funds.
Aus seiner Ehe mit Katie Shoven ging sein Sohn Jimmy Shoven hervor.

## Veröffentlichungen
John Shoven verfasste des Weiteren zahlreiche Fachbücher. Zu seinen Werken gehören:
- Financial aspects of the United States pension system, Mitautor Zvi Bodie, University of Chicago Press, 1983
- Applied general equilibrium analysis, Mitautor Herbert Scarf, Cambridge University Press, 1984
- Issues in pension economics, Mitautoren Zvi Bodie, David A. Wise, University of Chicago Press, 1987
- Government policy towards industry in the United States and Japan, Cambridge University Press, 1988
- The Japanese tax reform and the effective rate of tax on Japanese corporate investments, National Bureau of Economic Research, 1988
- Debt, taxes, and corporate restructuring, Mitautor Joel Waldfogel, Brookings Institution, 1990
- National saving and economic performance, Mitautor Douglas Bernheim, University of Chicago Press, 1991
- Applying general equilibrium, Cambridge University Press, 1992
- Canada-U.S. tax comparisons, Mitautor John Whalley, University of Chicago Press, 1992
- The taxation of pensions. A shelter can become a trap, National Bureau of Economic Research, 1996
- Public policy toward pensions, Mitautor Sylvester J. Schieber, MIT Press, 1997
- Asset location in tax-deferred and conventional savings accounts, National Bureau of Economic Research, 1999
- The location and allocation of assets in pension and conventional savings accounts, National Bureau of Economic Research, 1999
- The Real Deal: The History and Future of Social Security, 1999
- Administrative Aspects of Investment-Based Social Security Reform, University Of Chicago Press, 2000
- Private Pensions and Public Policies, Mitautor Mark Warshawsky, Brookings Institution Press, 2004
- The evolving pension system. Trends, effects, and proposals for reform, Mitautoren William G. Gale, Mark Warshawsky, Brookings Institution Press, 2005
- Government Policy towards Industry in the United States and Japan, Cambridge University Press, 2006
- Political risk versus market risk in social security, National Bureau of Economic Research, 2006
- New age thinking. Alternative ways of measuring age, their relationship to labor force participation, government policies and gdp, National Bureau of Economic Research, 2007
- Putting Our House in Order: A Guide to Social Security and Health Care Reform, 2008
- Demography And The Economy, University of Chicago Press, 2011